# Iwona Sawulska
Iwona Sawulska (ur. w 1965) – polska specjalistka w zakresie wokalistyki, dr hab. sztuk muzycznych, profesor nadzwyczajny Instytutu Muzykologii Wydziału Teologii Katolickiego Uniwersytetu Lubelskiego Jana Pawła II i dyrektor Teatru Muzycznego w Lublinie.

## Życiorys
Odbyła studia na wydziale wokalnym i aktorskim Akademii Muzycznej w Łodzi, natomiast 26 stycznia 2004 habilitowała się na podstawie dorobku naukowego i pracy.
Objęła funkcję profesora nadzwyczajnego w Instytucie Muzykologii na Wydziale Teologii Katolickiego Uniwersytetu Lubelskiego Jana Pawła II. Była dyrektorka Teatru Muzycznego w Lublinie.

## Odznaczenia
- Brązowy Medal „Zasłużony dla Nauki Polskiej Sapientia et Veritas” (2023)[3]